# Vincent Confait
Vincent Confait (ur. 28 października 1959) – seszelski lekkoatleta, sprinter, średniodystansowiec i płotkarz. Dwukrotny olimpijczyk. 
Brał udział w igrzyskach olimpijskich w 1980 (Moskwa) w sztafetach 4×100 metrów i 4×400 metrów. W obu odpadał wraz z kolegami w eliminacjach (skład obu sztafet stanowili: Marc Larose, Casimir Pereira, Régis Tranquille i Vincent Confait). 
Cztery lata później wystąpił na kolejnych igrzyskach w Los Angeles. Tym razem startował tylko w indywidualnych konkurencjach. W eliminacyjnym biegu na 400 metrów został zdyskwalifikowany, zaś w kwalifikacjach biegu na 400 metrów przez płotki również odpadł. Był przedostatni w swoim biegu eliminacyjnym (uzyskał wynik 53,62, który był jednym z gorszych w całych eliminacjach). Miał wówczas 179 cm wzrostu.
Uczestnik Mistrzostw Świata w Lekkoatletyce 1983 (Helsinki). Wystąpił tam w kwalifikacjach biegu na 800 metrów, w których również odpadł (przedostatnie siódme miejsce w biegu z czasem 1:55,04).
Zdobył co najmniej 19 tytułów mistrza Seszeli: trzykrotnie w biegu na 400 metrów (1981-1983), trzykrotnie w biegu na 800 metrów (1981-1983), sześciokrotnie w biegu na 110 metrów przez płotki (1983-1987, 1990) i siedmiokrotnie w biegu na 400 metrów przez płotki (1981–1987). 
Rekordy życiowe: 
- bieg na 400 metrów – 49,1 (1981, rekord ustanowiony podczas mistrzostw Seszeli)
- bieg na 800 metrów – 1:55,04 (7 sierpnia 1983, Helsinki)
- bieg na 400 metrów przez płotki – 53,62 (3 sierpnia 1984, Los Angeles).